# Стеклянный щит
«Стеклянный щит» (англ. The Glass Shield) — детективный фильм Чарльза Бернетта, выпущенный в 1994 году.

## Сюжет
Джон Джонсон — новичок, недавно окончивший полицейскую академию — получает назначение в один из полицейских участков Лос-Анджелеса, где он оказывается первым чернокожим офицером. Расовая нетерпимость накаляет атмосферу в отделе, и некоторые из сослуживцев Джона начинают возмущаться его присутствием. Его единственный реальный друг, такой же полицейский-новичок Дебора, тоже переносит унижения со стороны коллег как единственная женщина-офицер в участке. Вместе с ней Джон начинает понимать реалии окружающего мира, повязанного круговой порукой и непрощающего ошибок.

## В ролях
| Актёр                | Роль                          |
| -------------------- | ----------------------------- |
| Майкл Айронсайд      | детектив Джин Бэйкер          |
| Майкл Ботмэн         | Джон Джонсон                  |
| Лори Петти           | Дебора Филдс                  |
| Айс Кьюб             | подозреваемый Тедди Вудс      |
| Дональд Патрик Харви | полицейский-расист Джек Боно  |
| М. Эммет Уолш        | детектив Джесси Холл          |
| Ричард Андерсон      | начальник смены Кларенс Мэсси |
| Берни Кейси          | адвокат Джеймс Локет          |
| Эрих Андерсон        | окружной прокурор Айра Керн   |